# Mark Wissink
Mark Hendrik Wissink (Stad Delden, 6 mei 1962) is een Nederlandse hoogleraar privaatrecht aan de Rijksuniversiteit Groningen en plaatsvervangend procureur-generaal bij de Hoge Raad der Nederlanden.
Wissink studeerde rechten aan de Rijksuniversiteit Leiden en de Columbia Law School in New York. Daarna was hij werkzaam als advocaat bij De Brauw Blackstone Westbroek. In 1993 werd hij docent privaatrecht aan de Leidse universiteit. Sinds 1999 is hij rechter-plaatsvervanger bij de Rechtbank Utrecht en sinds 2000 raadsheer-plaatsvervanger bij het Gerechtshof Arnhem.
In 2001 promoveerde hij cum laude aan de Universiteit Leiden op het proefschrift Richtlijnconforme interpretatie van burgerlijk recht, handelend over de invloed van het Europese recht op het Nederlandse privaatrecht; promotor was Jaap Hijma.
Op 1 september 2001 werd hij benoemd tot hoogleraar privaatrecht aan de Rijksuniversiteit Groningen, tegelijk met Frank Verstijlen. 
Sinds 1 januari 2010 is Wissink advocaat-generaal bij de Hoge Raad der Nederlanden. Op 1 mei 2021 werd hij benoemd tot plaatsvervangend procureur-generaal bij de Hoge Raad, als opvolger van Frans Langemeijer
Bestuur van de Hoge Raad:
G. de Groot (president) · M.V. Polak · M.J. Kroeze ·  V. van den Brink · J. de Hullu · R.J. Koopman · M.E. van Hilten (vicepresidenten)

Eerste kamer:
G. de Groot · 
M.V. Polak · 
M.J. Kroeze (vzrs.) · 
A.E.B. ter Heide ·
F.J.P. Lock · 
G.C. Makkink · 
C.E. du Perron · 
F.R. Salomons · 
S.J. Schaafsma · 
C.H. Sieburgh · 
T.H. Tanja-van den Broek · 
K. Teuben · 
H.M. Wattendorff

Tweede kamer:
V. van den Brink · 
M.J. Borgers (vzrs.) · 
Y. Buruma · 
C. Caminada · 
J.C.A.M. Claassens · 
C.N. Dalebout · 
T. Kooijmans · 
M. Kuijer · 
A.E.M. Röttgering ·
A.L.J. van Strien ·
T.B. Trotman

Derde kamer:
M.E. van Hilten · 
J.A.R. van Eijsden (vzrs.) · 
M.T. Boerlage ·
P.A.G.M. Cools ·
E.F. Faase · 
M.W.C. Feteris · 
M.A. Fierstra · 
R.J. Koopman ·
E.N. Punt ·
A.E.H. van der Voort Maarschalk · 
J. Wortel

J.E.M. Polak (i.b.d.) · 
H.G. Sevenster (i.b.d.) · 
C.J. Borman (i.b.d.)

Parket:
F.W. Bleichrodt (procureur-generaal) · 
M.H. Wissink (plv. procureur-generaal) · 

Advocaten-generaal civiel:
B.F. Assink · 
R.H. de Bock · 
B.J. Drijber · 
T. Hartlief · 
F.F. Langemeijer (i.b.d.) · 
S.D. Lindenbergh · 
M.L.C.C. Lückers · 
G.R.B. van Peursem · 
E.B. Rank-Berenschot · 
G. Snijders · 
W.L. Valk · 
P. Vlas · 
E.M. Wesseling-van Gent 

Advocaten-generaal straf:
D.J.C. Aben · 
P.M. Frielink · 
A.E. Harteveld · 
E.J. Hofstee · 
B.F. Keulen · 
D.J.M.W. Paridaens · 
T.N.B.M. Spronken · 
P.C. Vegter (i.b.d.)

Advocaten-generaal belasting:
C.M. Ettema · 
R.L.H. IJzerman · 
R.E.C.M. Niessen · 
P.J. Wattel